# Европско првенство у кошарци 2013 — Група Е
Група Е у другом кругу Европског првенства у кошарци 2013. играла је своје утакмице између 11. и 15. септембра 2013. Све утакмице ове групе игране су у Арени Стожице, Љубљана, Словенија.
У групу Е су се пласирале три првопласиране репрезентације из група А и Б у првом кругу, а то су репрезентације Литваније, Француске, Србије, Украјине, Белгије и Летоније. У четвртфинале су се пласирале репрезентације Србије, Литваније, Француске, и Украјине.

## Табела
| Табела групе Е | ОУ | П | ПО | КД  | КП  | КР  | Бод |
| -------------- | -- | - | -- | --- | --- | --- | --- |
| Србија         | 5  | 4 | 1  | 371 | 343 | +28 | 9   |
| Литванија      | 5  | 4 | 1  | 355 | 314 | +41 | 9   |
| Француска      | 5  | 3 | 2  | 388 | 380 | +8  | 8   |
| Украјина       | 5  | 2 | 3  | 325 | 364 | -36 | 7   |
| Белгија        | 5  | 0 | 4  | 318 | 358 | -40 | 6   |
| Летонија       | 5  | 1 | 3  | 362 | 360 | +2  | 6   |

## 11. септембар

### Летонија — Украјина
| 11. септембар 14:30 | Извештај | Летонија                                                      | 85 : 51 | Украјина                     | Арена Стожице, Љубљана Гледаоци: 2.740 Судије: Хуан Артеага (Шпанија), Срђан Дожаи (Хрватска), Елијас Коромилас (Грчка) |  |
| 11. септембар 14:30 | Извештај | Четвртине: 24-11, 18-11, 23-10, 20-19                         |         |                              | Арена Стожице, Љубљана Гледаоци: 2.740 Судије: Хуан Артеага (Шпанија), Срђан Дожаи (Хрватска), Елијас Коромилас (Грчка) |  |
| 11. септембар 14:30 | Извештај | Поени: Јаниченокс 14 Скокови: Мејерс 6 Асистенције: Бертанс 7 |         | Гладир 12 Кравцов 9 Мишула 4 | Арена Стожице, Љубљана Гледаоци: 2.740 Судије: Хуан Артеага (Шпанија), Срђан Дожаи (Хрватска), Елијас Коромилас (Грчка) |  |

### Белгија — Србија
| 11. септембар 17:45 | Извештај | Белгија                                                       | 69 : 76 | Србија                                 | Арена Стожице, Љубљана Гледаоци: 3.650 Судије: Луиђи Ламоника (Италија), Христос Христодулу (Грчка), Висенте Булто (Шпанија) |  |
| 11. септембар 17:45 | Извештај | Четвртине: 18-19, 18-21, 15-14, 18-22                         |         |                                        | Арена Стожице, Љубљана Гледаоци: 3.650 Судије: Луиђи Ламоника (Италија), Христос Христодулу (Грчка), Висенте Булто (Шпанија) |  |
| 11. септембар 17:45 | Извештај | Поени: Мукубу 16 Скокови: Ервел 9 Асистенције: Табу, Мукубу 3 |         | Нен. Крстић 17 Бјелица 8 Нен. Крстић 5 | Арена Стожице, Љубљана Гледаоци: 3.650 Судије: Луиђи Ламоника (Италија), Христос Христодулу (Грчка), Висенте Булто (Шпанија) |  |

### Литванија — Француска
| 11. септембар 21:00 | Извештај | Литванија                                                      | 76 : 62 | Француска                          | Арена Стожице, Љубљана Гледаоци: 3.880 Судије: Сретен Радовић (Хрватска), Гверино Черебук (Италија), Дамир Јавор (Словенија) |  |
| 11. септембар 21:00 | Извештај | Четвртине: 16-10, 16-17, 19-15, 25-20                          |         |                                    | Арена Стожице, Љубљана Гледаоци: 3.880 Судије: Сретен Радовић (Хрватска), Гверино Черебук (Италија), Дамир Јавор (Словенија) |  |
| 11. септембар 21:00 | Извештај | Поени: Сејбутис 15 Скокови: Клејза 7 Асистенције: Калнијетис 7 |         | Де Коло 12 Батим, Аженса 6 Дијао 6 | Арена Стожице, Љубљана Гледаоци: 3.880 Судије: Сретен Радовић (Хрватска), Гверино Черебук (Италија), Дамир Јавор (Словенија) |  |

## 13. септембар

### Литванија — Белгија
| 13. септембар 14:30 | Извештај | Литванија                                                               | 86 : 67 | Белгија                | Арена Стожице, Љубљана Гледаоци: 2.980 Судије: Луиђи Ламоника (Италија), Срђан Дожаи (Хрватска), Александар Милојевић (Македонија) |  |
| 13. септембар 14:30 | Извештај | Четвртине: 18-12, 26-9, 25-14, 17-32                                    |         |                        | Арена Стожице, Љубљана Гледаоци: 2.980 Судије: Луиђи Ламоника (Италија), Срђан Дожаи (Хрватска), Александар Милојевић (Македонија) |  |
| 13. септембар 14:30 | Извештај | Поени: Мотијејунас 13 Скокови: Валанчјунас 10 Асистенције: Калнијетис 6 |         | Табу 15 Ервел 8 Морс 5 | Арена Стожице, Љубљана Гледаоци: 2.980 Судије: Луиђи Ламоника (Италија), Срђан Дожаи (Хрватска), Александар Милојевић (Македонија) |  |

### Украјина — Србија
| 13. септембар 17:45 | Извештај | Украјина                                                        | 82 : 75 | Србија                           | Арена Стожице, Љубљана Гледаоци: 5.230 Судије: Христос Христодулу (Грчка), Сретен Радовић (Хрватска), Крис Додс (Шкотска) |  |
| 13. септембар 17:45 | Извештај | Четвртине: 18-21, 23-19, 22-14, 19-21                           |         |                                  | Арена Стожице, Љубљана Гледаоци: 5.230 Судије: Христос Христодулу (Грчка), Сретен Радовић (Хрватска), Крис Додс (Шкотска) |  |
| 13. септембар 17:45 | Извештај | Поени: Корнијенко 21 Скокови: Корнијенко 8 Асистенције: Џетер 4 |         | Бјелица 22 Бјелица 10 Марковић 6 | Арена Стожице, Љубљана Гледаоци: 5.230 Судије: Христос Христодулу (Грчка), Сретен Радовић (Хрватска), Крис Додс (Шкотска) |  |

### Француска — Летонија
| 13. септембар 21:00 | Извештај | Француска                                               | 102 : 91 | Летонија                                  | Арена Стожице, Љубљана Гледаоци: 4.420 Судије: Хуан Артеага (Шпанија), Гверино Черебук (Италија), Рушту Нуран (Турска) |  |
| 13. септембар 21:00 | Извештај | Четвртине: 31-15, 21-20, 24-30, 26-26                   |          |                                           | Арена Стожице, Љубљана Гледаоци: 4.420 Судије: Хуан Артеага (Шпанија), Гверино Черебук (Италија), Рушту Нуран (Турска) |  |
| 13. септембар 21:00 | Извештај | Поени: Аженса 25 Скокови: Батим 10 Асистенције: Батим 6 |          | Бертанс 28 Шељаковс 4 Јаниченокс, Шћеле 4 | Арена Стожице, Љубљана Гледаоци: 4.420 Судије: Хуан Артеага (Шпанија), Гверино Черебук (Италија), Рушту Нуран (Турска) |  |

## 15. септембар

### Летонија — Белгија
| 15. септембар 14:30 | Извештај | Летонија                                                             | 56 : 60 | Белгија                          | Арена Стожице, Љубљана Гледаоци: 3.270 Судије: Христос Христодулу (Грчка), Дамир Јавор (Словенија), Апостолос Калпакас (Шведска) |  |
| 15. септембар 14:30 | Извештај | Четвртине: 15-14, 17-18, 10-14, 14-14                                |         |                                  | Арена Стожице, Љубљана Гледаоци: 3.270 Судије: Христос Христодулу (Грчка), Дамир Јавор (Словенија), Апостолос Калпакас (Шведска) |  |
| 15. септембар 14:30 | Извештај | Поени: Фреиманис 10 Скокови: Фреиманис 11 Асистенције: Стрелнијекс 4 |         | Масо 14 Табу 8 Табу, Ван Росом 4 | Арена Стожице, Љубљана Гледаоци: 3.270 Судије: Христос Христодулу (Грчка), Дамир Јавор (Словенија), Апостолос Калпакас (Шведска) |  |

### Украјина — Литванија
| 15. септембар 17:45 | Извештај | Украјина                                                 | 63 : 70 | Литванија                                                | Арена Стожице, Љубљана Гледаоци: 4.400 Судије: Хуан Артеага (Шпанија), Срђан Дожаи (Хрватска), Елијас Коромилас (Грчка) |  |
| 15. септембар 17:45 | Извештај | Четвртине: 13-18, 17-14, 16-16, 17-22                    |         |                                                          | Арена Стожице, Љубљана Гледаоци: 4.400 Судије: Хуан Артеага (Шпанија), Срђан Дожаи (Хрватска), Елијас Коромилас (Грчка) |  |
| 15. септембар 17:45 | Извештај | Поени: Гладир 18 Скокови: Кравцов 9 Асистенције: Џетер 8 |         | Клејза 15 Мачијулис, Кузминскас 6 Калнијетис, Сејбутис 4 | Арена Стожице, Љубљана Гледаоци: 4.400 Судије: Хуан Артеага (Шпанија), Срђан Дожаи (Хрватска), Елијас Коромилас (Грчка) |  |

### Србија — Француска
| 15. септембар 21:00 | Извештај | Србија                                                              | 77 : 65 | Француска                       | Арена Стожице, Љубљана Гледаоци: 4.380 Судије: Луиђи Ламоника (Италија), Висенте Булто (Шпанија), Рушту Нуран (Турска) |  |
| 15. септембар 21:00 | Извештај | Четвртине: 19-17, 19-14, 22-20, 17-14                               |         |                                 | Арена Стожице, Љубљана Гледаоци: 4.380 Судије: Луиђи Ламоника (Италија), Висенте Булто (Шпанија), Рушту Нуран (Турска) |  |
| 15. септембар 21:00 | Извештај | Поени: Нен. Крстић 19 Скокови: Калинић 8 Асистенције: Нен. Крстић 4 |         | 4 играча по 12 Батим 7 Паркер 5 | Арена Стожице, Љубљана Гледаоци: 4.380 Судије: Луиђи Ламоника (Италија), Висенте Булто (Шпанија), Рушту Нуран (Турска) |  |